# Univerza na Reki
Univerza na Reki (izvirno hrvaško Sveučilište u Rijeci; lat. Universitas studiorum Fluminensis) je univerza na Hrvaškem. Ustanovljena je bila leta 1973 in je druga najstarejša neprekinjeno delujoča univerza na Hrvaškem. Ima 10 samostojnih fakultet, od teh je ena v Opatiji, pet fakultet, ki niso pravne osebe ter večje število raziskovalnih centrov in drugih sestavnih delov. 
Trenutna rektorica je prof. dr. sc. Snježana Prijić-Samaržija.

## Članice
Fakultete
- Ekonomska fakulteta na Reki (Ekonomski fakultet u Rijeci)
- Fakulteta za turistični in hotelski menedžment v Opatiji (Fakultet za turistički i hotelski menadžment u Opatiji)
- Filozofska fakulteta na Reki (Filozofski fakultet u Rijeci)
- Gradbena fakulteta na Reki (Građevinski fakultet u Rijeci)
- Medicinska fakulteta na Reki (Medicinski fakultet u Rijeci)
- Pomorska fakulteta na Reki (Pomorski fakultet u Rijeci)
- Pravna fakulteta na Reki (Pravni fakultet u Rijeci)
- Tehniška fakulteta na Reki (Tehnički fakultet u Rijeci)

Akademije
- Akademija uporabnih umetnosti na Reki (Akademija primijenjenih umjetnosti u Rijeci)

Visoke šole
- Visoka učiteljska šola na Reki (Visoka učiteljska škola u Rijeci)
- Visoka učiteljska šola v Gospiću (Visoka učiteljska škola u Gospiću) - nekdanja članica > zdaj oddelek Univerze v Zadru

## Rektorji
- Zorislav Sapunar (1973–1976)
- Zoran Kompanjet (1976–1978)
- Josip Deželjin (1978–1980)
- Slobodan Marin (1980–1984)
- Predrag Stanković (1984–1986)
- Mirko Krpan (1986–1989)
- Petar Šarčević (1989–1991)
- Elso Kuljanić (1991–1993)
- Katica Ivanišević (1993–1998)
- Danilo Pavešić (1998–1999)
- Josip Brnić (1999–2000)
- Daniel Rukavina (2000–2009)
- Pero Lučin (2009–2017)
- Snježana Prijić-Samaržija (2017–)